# Herb powiatu lęborskiego
Herb powiatu lęborskiego – jeden z symboli powiatu lęborskiego, ustanowiony 15 marca 2002. 

## Wygląd i symbolika
Herb przedstawia na tarczy trójdzielnej w kształcie odwróconej litery T w prawym górnym polu koloru srebrnego postać czerwonego gryfa zwróconego w lewo, w lewym górnym polu koloru złotego czarny gryf zwrócony w prawo, a w polu dolnym błękitnym – lew złoty trzymający basztę srebrną. Dwie postacie w górnej części symbolizują położenie powiatu na pograniczu Pomorza Zachodniego i Gdańskiego, lew z basztą – herb Lęborka, natomiast kolor błękitny przypomina o herbach szlachty lęborskiej, związkach z Bytowem oraz położeniu powiatu nad wodą.